# Hallucinate
Hallucinate è un singolo della cantante britannica Dua Lipa, pubblicato il 17 luglio 2020 come quarto estratto dal secondo album in studio Future Nostalgia.

## Pubblicazione
Il 3 luglio 2020 Dua Lipa ha annunciato Hallucinate come quinto singolo estratto dal disco Future Nostalgia, rivelandone nell'occasione anche la copertina.

## Descrizione
Settima traccia dell'album, Hallucinate, che è un brano dance pop, disco, house e synth pop, è stato paragonato ai lavori di Kylie Minogue e Lady Gaga ed è stato scritto dalla stessa cantante con Sophie Frances Cooke e Samuel George Lewis, in arte rispettivamente Frances e SG Lewis. La produzione è stata affidata a quest'ultimo e a Stuart Price. È composto in chiave Si bemolle minore ed ha un tempo di 122 battiti per minuto.

## Video musicale
Il 21 aprile 2020 l'artista ha confermato di star lavorando al video musicale in quarantena a causa della pandemia di COVID-19. La clip, resa disponibile il 10 luglio 2020, è un filmato interamente in animazione, realizzato nel mese di giugno in uno studio di Londra.

## Tracce
Download digitale – Paul Woolford Remix
1. Hallucinate (Paul Woolford Remix) – 3:58

Download digitale – Tensnake Remix
1. Hallucinate (Tensnake Remix) – 4:51

## Formazione
Musicisti
- Dua Lipa – voce
- Sophie Frances Cooke – cori
- Stuart Price – tastiera, programmazione della batteria
- SG Lewis – chitarra, tastiera, programmazione del sintetizzatore

Produzione
- SG Lewis – produzione
- Stuart Price – produzione, missaggio
- Lauren D'Ella – produzione vocale
- Chris Gehringer – mastering

## Successo commerciale
Nella Official Singles Chart britannica Hallucinate ha debuttato alla 65ª posizione nella pubblicazione del 30 luglio 2020 con 7 353 unità di vendita, per poi raggiungere la 35ª nel mese di agosto grazie ad ulteriori 12 262 unità distribuite.

## Classifiche
| Classifica (2020) | Posizione massima |
| ----------------- | ----------------- |
| Argentina         | 80                |
| Bulgaria          | 3                 |
| Croazia           | 11                |
| Grecia            | 80                |
| Irlanda           | 40                |
| Italia            | 99                |
| Lituania          | 35                |
| Paesi Bassi       | 55                |
| Portogallo        | 89                |
| Regno Unito       | 31                |
| Slovacchia        | 67                |
| Slovenia          | 33                |
| Spagna            | 73                |